# Anomala straminea
Anomala straminea är en skalbaggsart som beskrevs av Semenov 1891. Anomala straminea ingår i släktet Anomala och familjen Rutelidae. Inga underarter finns listade i Catalogue of Life.